# Google Duo
Google Duo was een videoconferentie-app ontwikkeld door Google, beschikbaar op de Android en iOS besturingssystemen. Het werd aangekondigd op de Google-ontwikkelaarsconferentie op 18 mei 2016 en kreeg zijn wereldwijde release op 16 augustus 2016. Het was ook beschikbaar voor gebruik via Google's Chrome webbrowser op desktop- en laptopcomputers. In 2022 heeft Google aangekondigd dat Google Duo stopt en wordt samengevoegd bij Google Meet.

## Functies
Google Duo liet gebruikers videogesprekken voeren in hoge definitie. Het was geoptimaliseerd voor netwerken met een lage bandbreedte. End-to-end encryptie was standaard ingeschakeld. Duo was gebaseerd op telefoonnummers, zodat gebruikers iemand uit hun lijst met contactpersonen konden bellen. De app schakelde automatisch tussen Wi-Fi en mobiele netwerken. Een "Knock Knock" functie liet gebruikers een live preview van de beller zien alvorens deze op te nemen.
Het was mogelijk om audiogesprekken (zonder video) te voeren.
In de loop van 2020 werd ondersteuning voor de AV1-videocodec toegevoegd.

## Stop service
Google Duo werd eind-2022 stopgezet. Het werd opgevolgd door Google Meet.